# اریکا ویاسیخا گارسیا
اریکا ویاسیخا گارسیا (به انگلیسی: Erika Villaécija García) (زادهٔ ۲ ژوئن ۱۹۸۴) شناگر اهل اسپانیا است.